# Gymnosiphon danguyanus
Gymnosiphon danguyanus là một loài thực vật có hoa trong họ Burmanniaceae. Loài này được H.Perrier mô tả khoa học đầu tiên năm 1936.